# Invento
Invento o invención (del latín invenire, "encontrar" —véase también inventio—) es un objeto, técnica o proceso que posee características novedosas y transformadoras. Sin embargo algunas invenciones también representan una creación innovadora sin antecedentes en la ciencia o la tecnología que amplían los límites del conocimiento humano. 

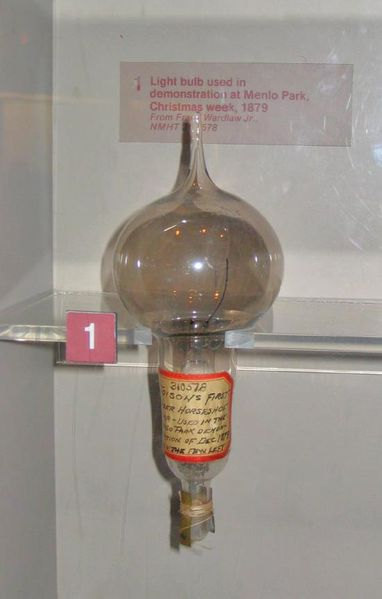
La primera bombilla eléctrica de Thomas Edison

En ocasiones se puede obtener protección legal por medio del registro de una patente, siempre que la invención sea realmente novedosa y no resulte obvia. El registro representa una concesión temporal por parte del Estado para la explotación de la patente, conformándose en la práctica un monopolio que limita la competencia. No obstante, dicho registro no necesariamente es indicativo de la autoría de la invención.

## Primeras invenciones
Los primeros inventos  datan de la prehistoria y fueron elementos realizados en piedra, toscos y rústicos, que fueron evolucionando a través de los tiempos. En la opinión de muchos autores el más importante, antes de la documentación histórica, es el sistema de signos para comunicarse: el lenguaje. En opinión de otros, el lenguaje no es un invento, sino una forma de expresión natural, entendiendo por expresión el uso de una capacidad innata. Los perros se comunican entre sí, los delfines y los insectos... nuestra incapacidad de comprender dichos lenguajes, no es motivo para descalificarlos como tales, pues es autodemostrativo que se comunican usando su propio lenguaje; si el lenguaje se considera un invento, entonces muchos autores consideran que también se debe considerar inventores a todas las especies de animales que tienen lenguaje sea este más o menos tosco o limitado.
En lo que todo el mundo parece estar de acuerdo es en que los primeros inventos fueron los utensilios para el procesado de comida, la caza, la medicina, la ropa y, por supuesto, la rueda, que posiblemente sea el invento más sustancial en la prehistoria desde el punto de vista de la tecnología.

## Las ideas como punto de partida
Si bien un objeto o método innovador y útil se puede desarrollar para satisfacer un propósito específico, la idea original puede que nunca se realice como invención de trabajo, quizás porque el concepto sea de cierta manera poco realista o impráctico. Como a "castillos en el aire" se puede referir a una idea creativa que no alcance su objetivo debido a consideraciones prácticas. La historia de la invención está llena de tales casos, pues las invenciones no surgen necesariamente en el orden que sea más útil. Por ejemplo, el diseño del paracaídas fue resuelto mucho antes de la invención del vuelo autónomo. Otros inventos simplemente solucionan problemas para los cuales no hay incentivo económico que proporcione una solución.
Por otra parte, cualquier barrera a la puesta en práctica puede simplemente ser adjudicada a limitaciones de la ingeniería o la tecnología que eventualmente se pudiesen superar a través de avances científicos. La historia está también repleta de ejemplos de ideas que han llevado un cierto tiempo para hacerse realidad física, según lo demostrado por las varias ideas atribuidas originalmente a Leonardo da Vinci y a las que ahora se ve su aplicación diaria en forma práctica.